# Илия Недялков
Илия Недялков е български революционер, драмски войвода на Вътрешна македонска революционна организация.

## Биография
Илия Недялков става драмски войвода на ВМРО на чета от 9 четници. На 5 май 1926 година води сражение с гръцка военна част (150 души) при село Зърново. В сражението един четник е убит, а двама са ранени, докато гърците дават 4 убити и 6 ранени. През нощта четата успешно се изтегля. Гръцките власти претърсват селата Зърнево, Старчища, Волак, Кобалища, Плевня, Карлъково, Просечен и други, като арестуват много от местните българи.